# Fisherman’s Cup
Der Fisherman’s Cup (auch Fisherman’s Race oder Fisherman’s Trophy genannt) ist eine historische Segelregatta für Fischereischoner.

Sie fand jährlich von 1920 bis 1937 statt.
Ausgetragen in den unwirtlichen Seegebieten des Nordatlantiks, zwischen Gloucester (Massachusetts) und Boston, wurde diese Wettfahrt von ihren Teilnehmern, auch „das Rennen für richtige Seeleute“ genannt, nachdem im Jahre 1919 ein Lauf des America’s Cup wegen Windgeschwindigkeiten von 23 mph verschoben worden war. Eine Wetterlage, die einen Grand-Banks-Fischer nicht schrecken konnte. Diese Nachricht hatte den Verleger der Zeitung „Halifax Herald“ und andere örtliche Geschäftsleute inspiriert, eine Regatta zu veranstalten, die zunächst „The Halifax Herald North Atlantic Fisherman’s International Competition“ genannt wurde. Teilnahmeberechtigt waren ausschließlich Schoner, die auch tatsächlich im Alltag in der Fischerei eingesetzt wurden. Das erste Rennen fand im Oktober 1920 statt. Konkurrenten waren der kanadische Schoner „Delawana“ und die amerikanische „Esperanto“, die schließlich nachdem sie zwei von drei Läufen gewonnen hatte, die „Fisherman’s Trophy“ mit nach Gloucester nehmen konnte.  Es sollte aber auch das letzte Mal sein. Im folgenden Jahr wurde in Lunenburg (Nova Scotia) der neue Schoner „Bluenose“ vom Stapel gelassen und nach einer erfolgreichen Fischereisaison nahm er im Oktober 1921 an den Qualifikationsrennen zum „Fisherman’s Cup“ teil. Diese Wettfahrten gegen andere kanadische Schoner gewann die Bluenose mit Leichtigkeit. Beim Cup selbst trat sie dann gegen die amerikanische „Elsie“ an. Als diese während des Rennens ihren Fockmast verlor, wurde als Akt der Fairness auch auf der Bluenose das Focksegel eingeholt. Trotzdem gewann sie mit 13 Minuten Vorsprung und holte die Trophy für immer nach Kanada zurück. Kapitän Angus Walters sagte damals: „Das Holz für das Schiff, welches die Bluenose schlägt, ist noch nicht gewachsen!“ Die Amerikaner versuchten 17 Jahre lang, mit insgesamt 5 Schiffen, die Bluenose zu besiegen – ohne Erfolg. 1929 lief in Gloucester ein Schoner vom Stapel, der die Erfolgsserie der Kanadier endlich stoppen sollte. Die „Gertrude L. Thebaud“ blieb zwar bis zum Schluss die härteste Konkurrentin der Bluenose, doch gelang es auch ihr nie, den Pokal zurück nach Amerika zu bringen.